# Corneville-la-Fouquetière
Corneville-la-Fouquetière è un comune francese di 105 abitanti situato nel dipartimento dell'Eure nella regione della Normandia.

## Società

### Evoluzione demografica
Abitanti censiti